# Чинчарини, Андреа
 Андреа Чинчарини  (итал. Andrea Cinciarini; род. 21 июня 1986 года, Каттолика, Италия) — итальянский профессиональный баскетболист, играющий на позиции разыгрывающего защитника.

## Карьера

### Клубная
9 июля 2015 года подписал контракт с «Олимпия Милан».

### Международная
С 2009 года выступает за сборную Италии.

## Достижения
MVP 3-го тура Ласт-16.